# Gabriela Sabatini
Gabriela Beatriz Sabatini (n. 16 mai 1970) este o fostă jucătoare profesionistă de tenis argentiniană. Ea a fost una dintre cele mai importante jucătoare de la mijlocul anilor 1980 până la mijlocul anilor 1990, câștigând 41 de titluri și clasându-se pe locul 3 mondial atât la simplu, cât și la dublu. 
La simplu, Sabatini a câștigat US Open 1990, finala WTA în 1988 și 1994 și a fost finalistă la Wimbledon 1991, US Open 1988 și medaliată cu argint la Jocurile Olimpice din 1988. La dublu, ea a câștigat Wimbledon 1988 cu Steffi Graf și a ajuns la trei finale la French Open. Printre jucătorii din epoca Open care nu au ajuns ei înșiși pe locul 1 mondial, Sabatini deține recordul pentru cele mai multe victorii în fața jucătorilor de pe locul 1 în lume. În 2006, a fost inclusă în Internațional Tenis Hall of Fame, iar în 2018 revista Tennis Magazine a clasat-o pe locul 20 în lista celor mai mari jucătoare din ultimii 50 de ani.